# كافو (لاعب كرة قدم مواليد 1996)
كافو (بالبرتغالية: Otacílio Brito Alves‏) هو لاعب كرة قدم برازيلي في مركز الوسط، ولد في 22 يناير 1996 في نيتيروي في البرازيل. لعب مع نادي فلامنغو.

## وصلات خارجية
- كافو (لاعب كرة قدم مواليد 1996) على موقع قاعدة بيانات كرة القدم.إي يو (الإنجليزية)
- كافو (لاعب كرة قدم مواليد 1996) على موقع Soccerway.com (الإنجليزية)